# Fago (Huesca)
Fago ist eine kleine Gemeinde in der Provinz Huesca westlich von Ansó im äußersten Nordwesten der Autonomen Region Aragón in Spanien. Sie liegt in der Comarca Jacetania an der Grenze zu Navarra im Tal des Río Majones. 2024 zählte Fago, das als typische Pyrenäensiedlung gilt, 25 Einwohner.

## Wirtschaft
Fago kannte wie das benachbarte Ansó eine überwiegend weibliche Arbeitsemigration („emigración golondrina“) in die Fabrikation von Espadrilles in den grenznahen Gemeinden Frankreichs wie Mauléon-Licharre.

## Bevölkerungsentwicklung
| 1900 | 1910 | 1920 | 1930 | 1940 | 1950 | 1960 | 1970 | 1981 | 1991 | 1996 | 2001 | 2005 | 2008 |
| ---- | ---- | ---- | ---- | ---- | ---- | ---- | ---- | ---- | ---- | ---- | ---- | ---- | ---- |
| 319  | 244  | 252  | 233  | 177  | 189  | 119  | 97   | 48   | 36   | 43   | 33   | 37   | 31   |

## Sehenswürdigkeiten
- Fago besitzt die Pfarrkirche San Andrés aus dem 16. Jahrhundert im Übergangsstil von der Gotik zur Renaissance mit einem romanischen Christusmonogramm über dem Portal und romanischen Altären.